# Moneyboys
Moneyboys (auch: Money Boys) ist ein Spielfilm von C. B. Yi aus dem Jahr 2021 mit Kai Ko und Bai Yufan.

## Handlung
Fei zieht aus einer ländlichen Gegend in die Großstadt, um dort als Stricher zu arbeiten und damit seine Familie zu ernähren. Diese akzeptiert zwar sein Geld, nicht jedoch seine Homosexualität. In der Folge kommt es zum Zerwürfnis.
Eines Tages wird Fei von einem seiner Zuhälter misshandelt; sein Liebhaber Xiaolai beschließt daraufhin, sich an diesem zu rächen. Nachdem der Streit auf brutale Weise eskaliert ist, taucht Fei aus Angst vor Vergeltung und der Polizei unter.
Mithilfe seiner Beziehung zu Long versucht er einen Neuanfang, allerdings taucht Xiaolai wieder auf.

## Produktion und Hintergrund
Bei Moneyboys handelt es sich um C. B. Yis ersten Langfilm, an dem er acht Jahre lang arbeitete. Auf das Thema Prostitution bei chinesischen Männern war er im Jahr 2003 während eines Austauschjahres an der Filmakademie in Peking aufmerksam geworden. Dort hatte er Chinesisch lernen wollen. Ein Kommilitone von Yi hatte sich dort einen „Sugar-Daddy“ gesucht, um Krankenhausgebühren für seine Mutter bezahlen zu können. Daraufhin fand der Filmemacher heraus, dass es in China viele junge Männer gab, die sich prostituieren und für ihre Familie aufopfern. Kontakte knüpfen konnte Yi durch einen Gelehrten und offiziellen Vertreter der chinesischen LGBTQ-Community. Die erste Überlegung, über das Thema einen künstlerischen Dokumentarfilm im Stile von Ulrich Seidl zu drehen, verwarf er schnell wieder, da mögliche Folgen für die Interviewpartner nicht abzusehen waren. Daraufhin wechselte Yi zur fiktionalen Form, die ihm mehr Freiheiten bot. Im Zuge der Recherchen stieß er auf ein Buch mit Interviews von über 2000 jungen, chinesischen Sexarbeitern, aus deren Geschichten er seine Hauptfigur bildete.
Ursprünglich wollte Yi den Film in der VR China drehen. Auf dem chinesischen Festland ist Homosexualität zwar nicht verboten, wird aber als Tabu behandelt. Nach dem vorübergehenden Verschwinden von Schauspielerin Fan Bingbing kam es jedoch zu einem Appell vom Filmbüro, bestimmte Filme nicht zu machen. Daher disponierte Yi sieben Monate vor Drehbeginn um und beschloss ins taiwanische Taipeh auszuweichen. Ein zweijähriges Casting in China war vorausgegangen, aber Schauspieler waren nach Zusagen abgesprungen. Eine Verpflichtung von taiwanischen Darstellern wäre laut Yi nicht möglich gewesen, da das Publikum den Sprachunterschied sofort bemerkt hätte. So übernahm u. a. aus pragmatischen Gründen die chinesische Schauspielerin Zeng Meihuizi gleich drei Rollen in Yis Film.
Die Dreharbeiten fanden an 39 Drehtagen von Mai bis Juli 2019 in Taiwan statt. Unterstützt wurde die Produktion vom Österreichischen Filminstitut, vom Filmfonds Wien, von Eurimages, Creative Europe MEDIA, Aides aux cinémas du monde, Taipei Film Commission, Belgian Tax Shelter, dem Ministry of Culture of Taiwan und Totem. Beteiligt waren der Österreichische Rundfunk und Arte.
Produziert wurde der Film von der österreichischen KGP Filmproduktion (Produzentinnen Barbara Pichler und Gabriele Kranzelbinder), in Koproduktion mit der französischen Zorba Productions, der belgischen Panache Productions und der taiwanesischen Flash Forward Entertainment. Den Verleih übernahmen Filmladen (Österreich) und ARP Selection (Frankreich).
Die Kamera führte Jean-Louis Villard. Für den Ton zeichneten Hjalti Bager-Jonathansson und Karim Weth verantwortlich, für das Kostümbild Zoe Wang, für das Szenenbild Liao Huei-Li und für die Maske Hsieh Jing-Wei.

## Veröffentlichung
Die Premiere des Filmdramas erfolgte am 12. Juli 2021 im Rahmen der 74. Internationalen Filmfestspiele von Cannes, wo der Film in die Sektion Un Certain Regard eingeladen wurde.
Der österreichische Kinostart fand am 21. Jänner 2022 statt. In Deutschland wurde der Film im Jänner 2022 im Wettbewerb des Filmfestivals Max Ophüls Preis gezeigt, wo das Werk u. a. die Auszeichnung für den besten Spielfilm gewann. ORF-Premiere war am 11. Juni 2025 und die Erausstrahlung auf Arte am  27. Juni 2025.
Im Rahmen der Edition österreichischer Film von Hoanzl und dem Standard wurde der Film 2023 auf DVD veröffentlicht.

## Rezeption
Bert Rebhandl schrieb auf DerStandard.at, dass der Film von der Spannung zwischen traditionellem Leben mit Kindern und Familiengründung sowie freiem Leben in der Anonymität einer Stadt lebe. Für diese Spannung finde er eine schöne, unaufdringliche ästhetische Form. Im Film sehe man deutlich, wie schnell der Fortschritt in China die Generationen auseinandergerissen hat.
Jakob Walter vergab auf film-rezensionen.de sechs von zehn Punkten und meinte, dass der Film visuell ansprechend sei und sich geschickt kritisch mit der Thematik der Prostitution, sowie der der Homosexualität auseinandersetze. Allerdings sorgten einige Längen, sowie viele ins Leere laufende Handlungsstränge dafür, dass die erhoffte Sozialkritik und Tragik des Films im Sand verebben.
Für Annett Scheffel (in einer Rezension für sueddeutsche.de) gehe es dem Regisseur weniger um das Thema der (schwulen) Sexarbeit, als um die „Migrationsbewegungen der chinesischen Jugend in die Städte und um die Reibungen zwischen den Generationen“. Der Film sei insbesondere visuell ansprechend, zudem auffallend sei eine „lähmende Sprachlosigkeit“, die sich über den ganzen Film ziehe.
Fabian Tietke (taz.de) meint, Moneyboys sei zuerst „sozialer Film“, der zwischenmenschliche Begegnungen thematisiere. Lob erfährt ganz besonders die visuelle Umsetzung, die durch bestimmte Kameraeinstellung eine „subtile Spannung“ erzeuge. Der Film schaffe es weiterhin mit seinen Figuren, „gesellschaftliche Strukturen von unten her sichtbar zu machen“. Für den Rezensenten ist Moneyboys insgesamt ein „kluger Film über zwischenmenschliche Beziehungen und Sexarbeit unter Bedingungen des chinesischen Kapitalismus“, der durch seinen nüchternen, beobachtenden Blick besteche.
Jan Künemund hebt auf tagesspiegel.de insbesondere die clevere Farbgebung des Filmes hervor. Verschiedene Räume und Orte (so z. B. das Dorf, die hippen Räume der Großstadt) seien in dem Film durch Farben charakterisiert, die sich in einzelnen Szenen immer wieder auch vermischten. Der Regisseur sei insbesondere an den Farbverläufen, den „Bewegungen“ zwischen den verschiedenen Räumen interessiert. Die Komplexität des Filmes bewahre ihn von naheliegenden Genreformeln, der „Sinn für Bilder“ schütze vor Erzählkonventionen. Das visuelle Interesse des Regisseurs an der filmischen Welt schaffe dabei einen „ebenso konsequent geordnete[n] wie emotional aufwühlenden Film“, der die starren Strukturen des Weltkinos durchdringe.

## Auszeichnungen und Nominierungen
- 2021: Jurypreis des LesGaiCineMad, Madrid International LGBT Film Festival (Bester Film)

Filmfestival Max Ophüls Preis 2022
- Auszeichnung als Bester Spielfilm
- Auszeichnung mit dem Fritz-Raff-Drehbuchpreis
- Auszeichnung mit dem Preis der Ökumenischen Jury[20]

Thomas-Pluch-Drehbuchpreis 2022
- Nominierung für den Haupt- und Spezialpreis
- Lobende Erwähnung (C. B. Yi)[21]

Österreichischer Filmpreis 2022
- Nominierung als Bester Spielfilm (Produktion Barbara Pichler, Gabriele Kranzelbinder, Guillaume de la Boulaye, André Logie, Patrick Mao Huang, Regie C. B. Yi)
- Nominierung für die Beste Regie (C. B. Yi)
- Nominierung für das Beste Drehbuch (C. B. Yi)
- Nominierung für das Beste Szenenbild (Huei-Li Liao)
- Nominierung für die Beste Tongestaltung (Yun Xie-Loussignian, Originalton; Hjalti Bager-Jonathansson, Karim Weth, Sounddesign; Thomas Gauder, Mischung)